# Омельянович, Владимир Александрович
Владимир Александрович Омельянович (бел. Уладзімір Аляксандравіч Амельяно́віч; 1 июля 1924, Подкосовье, Новогрудское воеводство — 5 мая 1996, Авдеевичи, Гродненская область) — сапёр 200-го отдельного сапёрного батальона 192-й стрелковой дивизии 39-й армии 3-го Белорусского фронта, ефрейтор.

## Биография
Родился 1 июля 1924 года в деревне Подкосовье Новогрудского района Гродненской области Белоруссии в крестьянской семье. Белорус. Окончил 4 класса. Работал в сельском хозяйстве.
В Красной Армии с июля 1944 года. В боях Великой Отечественной войны с октября 1944 года на 3-м Белорусском фронте. Особо отличился в боях на территории Восточной Пруссии.
Сапёр 200-го отдельного сапёрного батальона красноармеец Владимир Омельянович в бою близ населённого пункта Вильтаутен, расположенного в четырёх километрах северо-восточнее посёлка Пилькаллен — Добровольска Калининградской области, 28 декабря 1944 года и 10 января 1945 года в составе группы под пулемётно-миномётным огнём сделал три прохода в своих минных полях и в проволочных заграждениях противника.
Приказом по 192-й стрелковой дивизии от 25 января 1945 года за мужество и отвагу проявленные в боях красноармеец Омельянович Владимир Александрович награждён орденом Славы 3-й степени.
За мужество и храбрость, проявленные в февральских боях 1945 года, красноармеец Омельянович Владимир Александрович 27 февраля 1945 года повторно награждён орденом Славы III степени.
26 марта 1945 года сапёр 200-го отдельного сапёрного батальона ефрейтор Владимир Омельянович у населённых пунктов Варген, Катценблик, Тренк, расположенных в шести — восьми километрах северо-западнее столицы Восточной Пруссии города Кенигсберга, Калининграда, участвовал в инженерной разведке; сделал проход в проволочном заграждении для общевойсковой разведки.
2-5 апреля 1945 года под вражеским огнём сделал проход в минном поле противника.
Приказом по 39-й армии от 27 апреля 1945 года за мужество и отвагу проявленные в боях ефрейтор Омельянович Владимир Александрович награждён орденом Славы II степени.
По окончании Великой Отечественной войны, Владимир Омельянович участвовал в советско-японской войне 1945 года в составе войск 1-го Дальневосточного фронта, отличившись в боях при разгроме Квантунской армии Японии.
Демобилизован в 1947 году. Вернулся на родину — в Новогрудский район Гродненской области Белоруссии.
Указом Президиума Верховного Совета СССР от 26 декабря 1967 года за образцовое выполнение заданий командования в боях с немецко-вражескими захватчиками старшина запаса Омельянович Владимир Александрович перенаграждён орденом Славы I степени, став полным кавалером ордена Славы.
Заслуженный ветеран работал кузнецом, кладовщиком в колхозе «Звезда» в деревне Авдеевичи Новогрудского района. 
Скончался 5 мая 1996 года.

## Награды и звания
Награждён орденами Отечественной войны I степени, Славы I, II и III степени, медалями. В 1975 году удостоен почётного звания «Заслуженный работник сельского хозяйства Белорусской ССР».
Имя В. А. Омельяновича занесено в Книгу Славы Новогрудского района (2007, посмертно).